# Verhaltenstherapie & Verhaltensmedizin
Verhaltenstherapie & Verhaltensmedizin ist eine interdisziplinäre Fachzeitschrift für Wissenschaftler und wissenschaftlich interessierte Praktiker. Eine erste Nullnummer wurde bereits 1979 veröffentlicht. Seit 1994 erscheint die Zeitschrift quartalsweise. Es werden Manuskripte veröffentlicht über Entstehung, Verlauf und Behandlung psychischer Störungen sowie verhaltenstherapeutisch und verhaltensmedizinisch relevante Problemstellungen. Eingereichte Forschungsbeiträge werden in einem anonymisierten Peer-Review-Verfahren geprüft. Neben Überblicksarbeiten und Originalarbeiten werden auch kurze Forschungsberichte sowie Falldarstellungen veröffentlicht, zusätzlich praxisnahe Berichte sowie Beiträge zur Fortbildung für Psychotherapeuten.

## Rubriken
Aus der Forschung
- Invited Reviews: Beiträge zu deren Abfassung Autoren von den Herausgebern eingeladen wurden.
- Originalarbeiten: Manuskripte mit noch unveröffentlichten wissenschaftlichen Daten aus der experimentellen, klinischen oder epidemiologischen Forschung zu Verhaltenstherapie oder Verhaltensmedizin. Beiträge werden peer-reviewt.
- Review: Übersichtsarbeiten zu Themen der Verhaltenstherapie oder Verhaltensmedizin, die nach einer definierten wissenschaftlichen Methode vorgehen, z. B. Metaanalysen oder Übersichtsarbeiten auf Basis einer definierten Suchstrategie. Beiträge unterliegen Peer-Review.
- Forschungsberichte: Kurze Berichte über aktuelle Forschungsarbeiten, z. T. auch über laufende Forschungsprojekte. Beiträge werden peer-reviewt.
- Einzelfallstudien: mit strukturiertem Aufbau, experimentellem Design bzw. kontrollierter Evaluation und theoretischer Darstellung. Beiträge werden peer-reviewt.
- Beiträge zur Fortbildung: Beiträge, die den aktuellen Stand der Forschung in einem Spezialgebiet aufbereiten und die für Praktiker Relevanz besitzen.
- Highlights aus der Psychotherapieforschung: Kurzfassungen von aktuellen Beiträgen aus der internationalen Forschung.

Psychotherapie aktuell
- Übersichtsarbeiten zur Weiterbildung: Themen der Verhaltenstherapie oder Verhaltensmedizin unter dem Aspekt der Weiterbildungsrelevanz.
- Internationale Perspektive: Übersetzungen oder Zusammenfassungen von in englischer Sprache erschienenen Artikeln, die für die Verhaltenstherapie oder Verhaltensmedizin von Bedeutung sind.
- Aus der Praxis für die Praxis: Fallberichte, Informationen und Materialien zur praktischen, erfahrungsgeleiteten Seite der Psychotherapie.
- Falldarstellungen
- Forum kontrovers: Erfahrungsberichte, Meinungsartikel, Interviews, mit kontroversen Positionen.

Redaktioneller Teil
- Mitteilungen und Ankündigungen: Informationen über Tagungen, Kongresse, Fort- und Weiterbildungsveranstaltungen.
- Buchbesprechungen

## Herausgeber
- Matthias Backenstraß, Klinikum Stuttgart

## Verlag
Pabst Science Publishers, Lengerich, Berlin, Düsseldorf, Leipzig, Riga, Scottsdale AZ (USA), Wien, Zagreb. Adresse: Eichengrund 28, D-49525 Lengerich
Erscheinungsdaten: 15. März, 15. Juni, 15. September, 15. Dezember
Technik: Offsetdruck, Zeitschriftenformat 160 × 230 mm